# Wang Houjun
Dans ce nom chinois, le nom de famille, Wang, précède le nom personnel.
Pour les articles homonymes, voir Wang (patronyme).
Wang Houjun (en chinois : 王後軍 ; chinois simplifié : 王后军), né le 16 septembre 1943 à Ningbo et mort le 21 novembre 2012 à Shanghai, est un footballeur international chinois reconverti en entraîneur.
Évoluant au poste d'attaquant, il fut notamment le capitaine de l'équipe de Chine.

## Palmarès
- Shanghai Pudong
  - Championnat de Chine D3 (en)
    - Vainqueur : 1995